# Jeleznitsa (Kratovo)
Jeleznitsa ou Železnica (en macédonien Железница) est un village du nord-est de la Macédoine du Nord, situé dans la municipalité de Kratovo. Le village comptait 220 habitants en 2002.

## Démographie
Lors du recensement de 2002, le village comptait :
- Macédoniens : 220